# تود هايسلر
تود هايسلر (بالإنجليزية: Todd Heisler)‏ هو صحفي ومصور أمريكي، ولد في 1972.